# 押部谷町西盛
押部谷町西盛（おしべだにちょうにしもり）は、兵庫県神戸市西区の大字。旧明石郡押部谷村大字西盛。郵便番号は651-2202。

## 地理

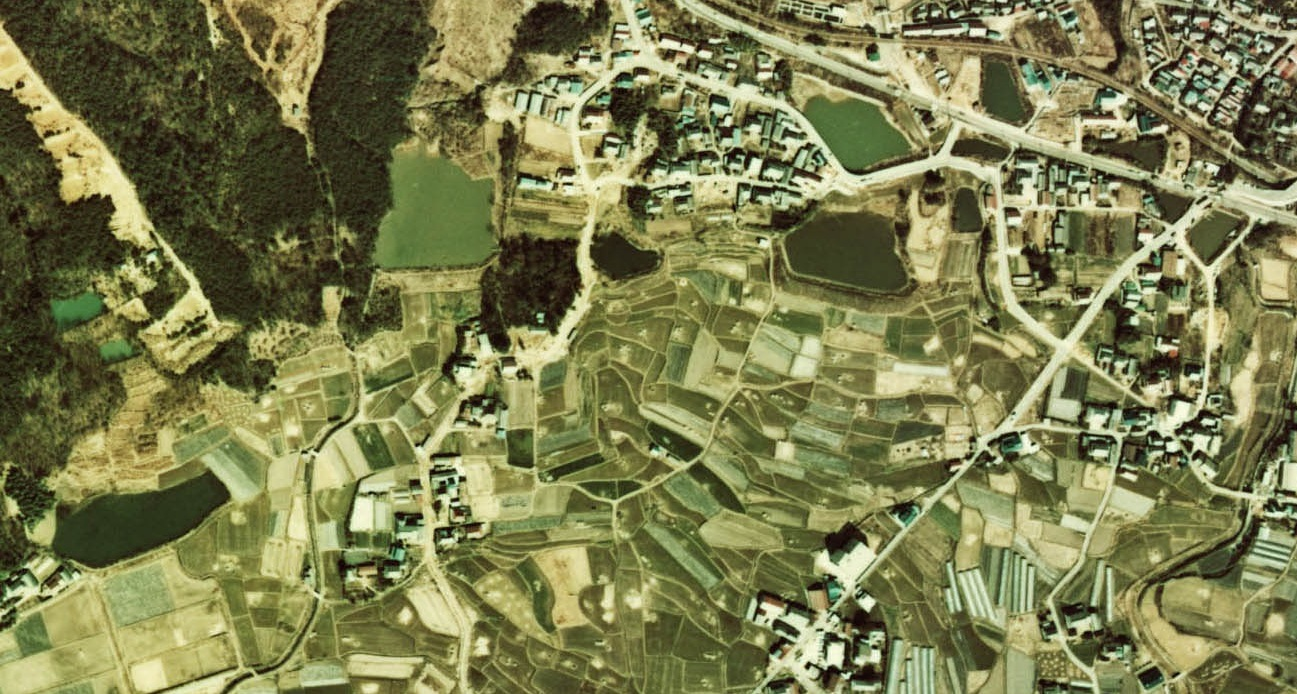
押部谷町西盛（1974年度撮影）

神戸市西区押部谷地区の南西部に位置する農業地帯であり明石川が流れている。元々は「西村」であり、役場が置かれていた。  東側は押部谷町福住、西側は高雄台・北山台・神出町五百蔵、南側は押部谷町近江・押部谷町細田北側は三木市の緑が丘町本町・緑が丘町東、志染町青山・志染町三津田と接する。

## 歴史

### 沿革
- 1889年 - 押部谷村ノ内西村として誕生する。[5]
- 1917年 - 西盛に改名する。[5]
- 1972年12月 - 富士見が丘が分離する。[6]
- 1982年8月 - 北山台が分離する。[7]
- 1982年8月 - 高雄台が分離する。[8]

### 字域の変遷
| 実施前       | 実施年     | 実施後     |
| ------------ | ---------- | ---------- |
| 押部谷町西盛 | 1972年12月 | 富士見が丘 |
| 押部谷町西盛 | 1982年8月  | 北山台     |
| 押部谷町西盛 | 1982年8月  | 高雄台     |

## 世帯数と人口
2021年（令和3年）12月31日現在の世帯数と人口は以下の通りである。
| 町丁         | 世帯数  | 人口  |
| ------------ | ------- | ----- |
| 押部谷町西盛 | 266世帯 | 503人 |

## 小・中学校の学区
市立小・中学校に通う場合、学区は以下の通りとなる。
| 大字         | 番地                 | 小学校               | 中学校               |
| ------------ | -------------------- | -------------------- | -------------------- |
| 押部谷町西盛 | 富士見が丘以西       | 神戸市立押部谷小学校 | 神戸市立押部谷中学校 |
| 押部谷町西盛 | 富士見が丘以西を除く | 神戸市立北山小学校   | 神戸市立押部谷中学校 |

## 交通

### 鉄道
- 神戸電鉄粟生線が通過している。

### バス
- 神姫バス
  - 恵比須快速線

### 道路

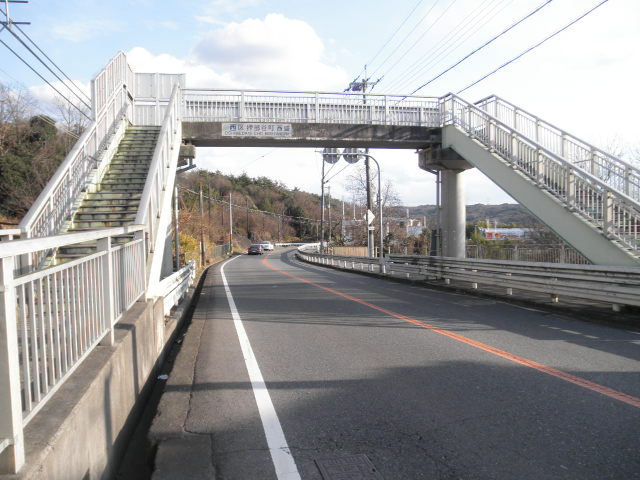
兵庫県道22号神戸三木線
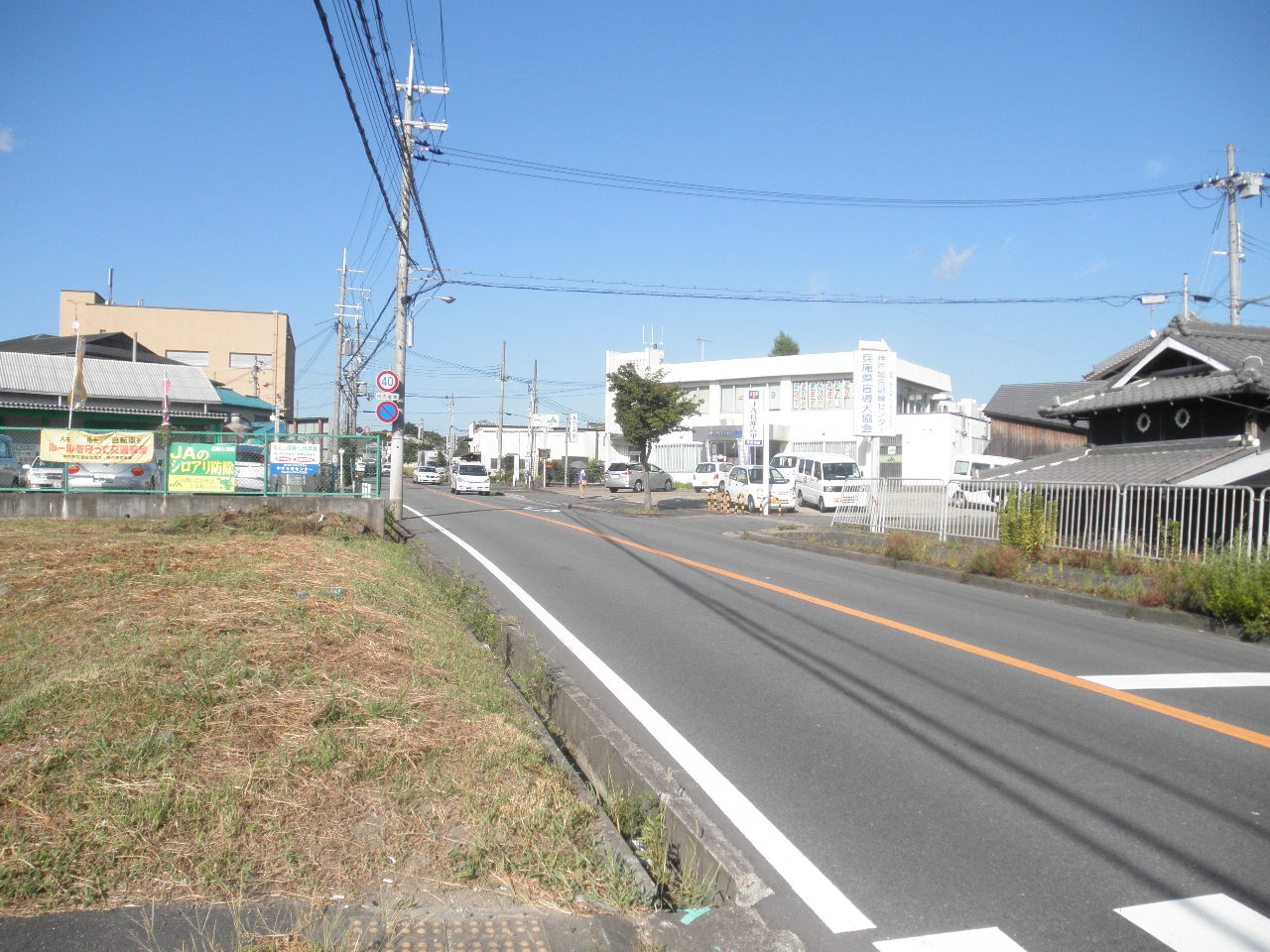
兵庫県道83号平野三木線
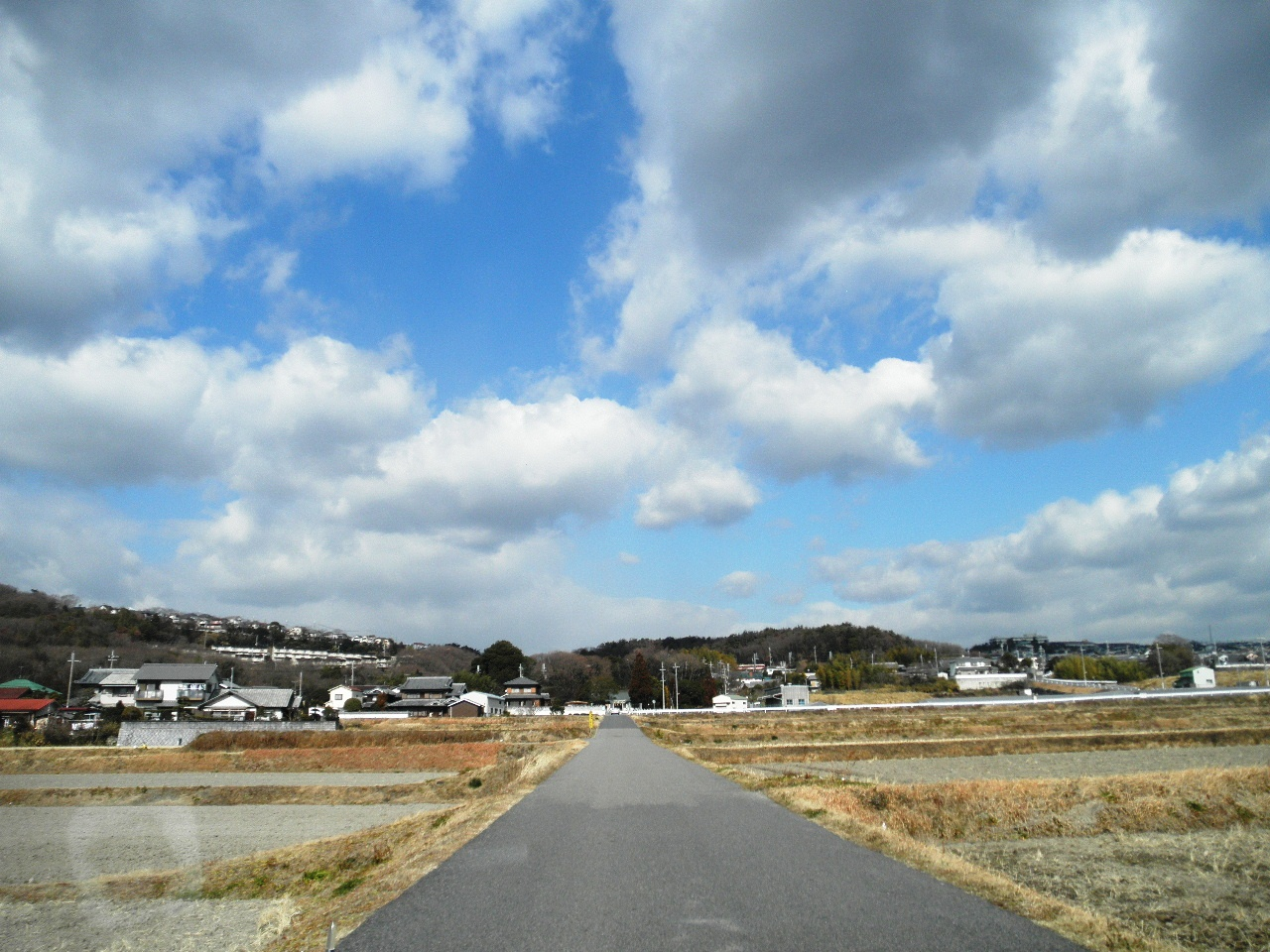
兵庫県道563号神出山田自転車道線

- 兵庫県道22号神戸三木線
- 兵庫県道83号平野三木線
- 兵庫県道563号神出山田自転車道線

## 施設

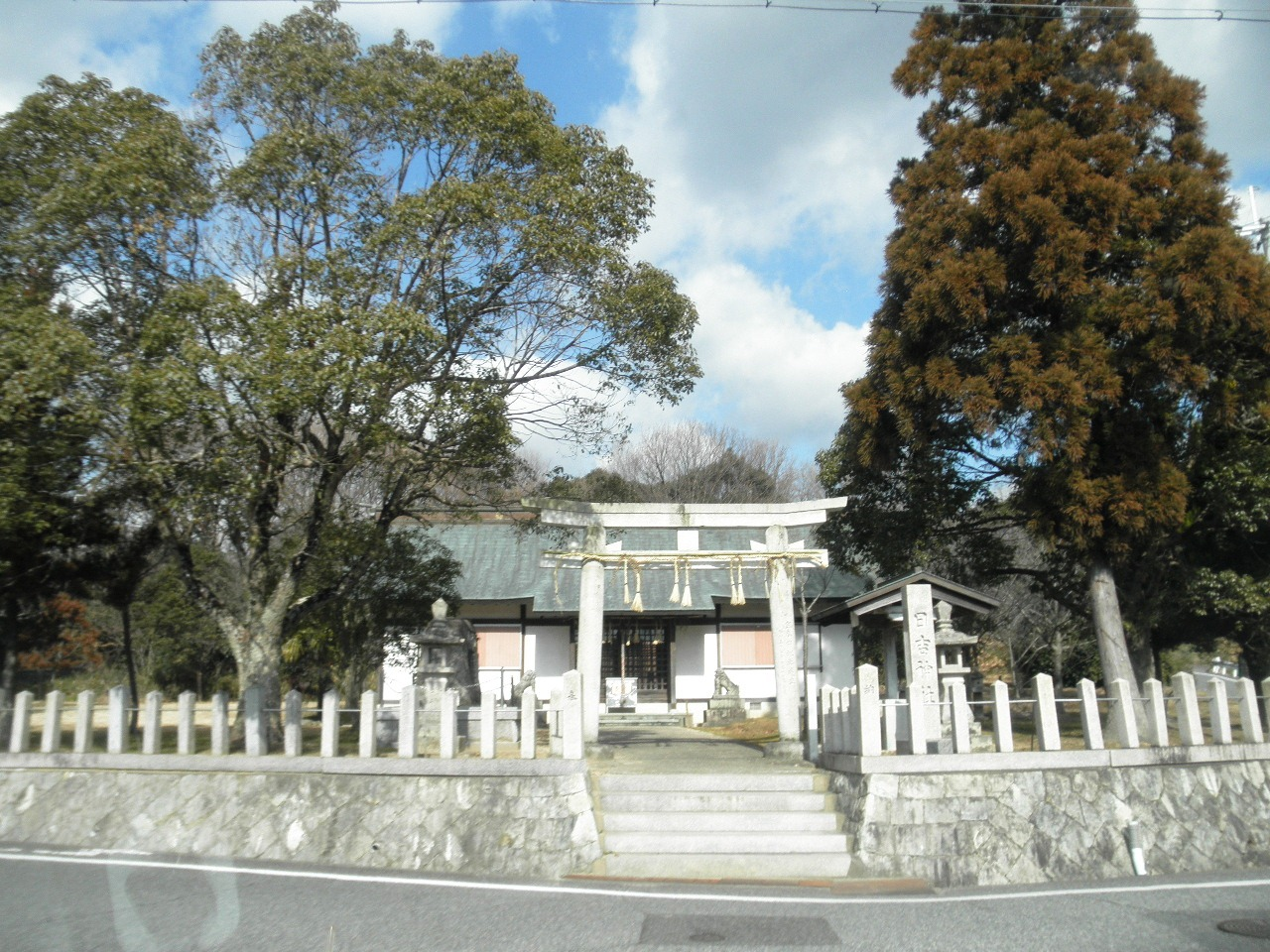
日吉神社

- 神戸市立おしんべ幼稚園
- 垂水病院
- 神戸西警察署富士見が丘交番
- 神戸物産押部谷店
- 西区役所押部谷連絡所[10]（旧:押部谷村役場[5]）
- JA六甲押部
- 三木スイミングスクール緑が丘教室
- 日吉神社

- 日吉神社